# Alfredo Dinale
Alfredo Dinale (11 de março de 1900 — 3 de dezembro de 1976) foi um ciclista italiano e campeão olímpico em ciclismo de pista.
Durante sua carreira como amador, Dinale participou nos Jogos Olímpicos de 1924, em Paris, onde conquistou a medalha de ouro na prova de perseguição por equipes, juntamente com Angelo De Martini, Francesco Zucchetti e Aurelio Menegazzi. Nos 50 quilômetros permaneceu em sexto.
Tornou-se profissional em 1924, obtendo duas vitórias de etapa no Giro d'Italia de 1929 e a Coppa Bernocchi de 1924. Competiu até 1937.